# Olympische Sommerspiele 2024/Schwimmen – 4 × 100 m Lagen (Frauen)
Der Schwimmwettkampf über 4-mal 100 Meter Lagen der Frauen bei den Olympischen Spielen 2024 in Paris wurde am 3. und 4. August 2024 in der Paris La Défense Arena ausgetragen. Titelverteidiger war die australische Staffel, die in Tokio in der Besetzung Kaylee McKeown, Chelsea Hodges, Emma McKeon und Cate Campbell die Goldmedaille gewann.

## Rekorde

### Bestehende Rekorde
Vor Beginn der Olympischen Spiele waren folgende Rekorde gültig:
| Weltrekord         | Vereinigte Staaten | 3:50,40 min | Gwangju | 28. Juli 2019  |
| Olympischer Rekord | Australien         | 3:51,60 min | Tokio   | 1. August 2021 |

### Neue Rekorde
| Weltrekord | Vereinigte Staaten | 3:49,63 min | Paris | 4. August 2024 |

## Titelträgerinnen
| Olympische Spiele 2020       | Australien    | 3:51,60 min | Tokio             |
| Weltmeisterschaften 2024     | Australien    | 3:55,98 min | Doha              |
| Afrikaspiele 2023            | Südafrika     | 4:11,89 min | Accra             |
| Panamerikanische Spiele 2023 | Kanada        | 3:58,76 min | Santiago de Chile |
| Asienspiele 2022             | Japan         | 3:57,67 min | Hangzhou          |
| Europameisterschaft 2022     | Schweden      | 3:55,25 min | Rom               |
| Pazifikspiele 2023           | Neukaledonien | 4:23,14 min | Honiara           |

## Ergebnisse

### Vorläufe
| Rang | Lauf | Bahn | Nation             | Athleten | Zeit        | Anm. |
| ---- | ---- | ---- | ------------------ | --- | ----------- | ---- |
| 1    | 1    | 4    | Australien         | Iona Anderson (58,67 s) Ella Ramsay (1:06,79 min) Alexandria Perkins (56,59 s) Meg Harris (52,76 s)                  | 3:54,81 min | Q    |
| 2    | 2    | 5    | Kanada             | Ingrid Wilm (59,42 s) Sophie Angus (1:06,07 min) Mary-Sophie Harvey (57,68 s) Penny Oleksiak (52,93 s)               | 3:56,10 min | Q    |
| 3    | 1    | 5    | China              | Wang Xueer (59,75 s) Tang Qianting (1:05,74 min) Yu Yiting (56,60 s) Wu Qingfeng (54,25 s)                           | 3:56,34 min | Q    |
| 4    | 2    | 4    | Vereinigte Staaten | Katharine Berkoff (58,98 s) Emma Weber (1:07,39 min) Alex Shackell (57,32 s) Kate Douglass (52,71 s)                 | 3:56,40 min | Q    |
| 5    | 2    | 6    | Japan              | Rio Shirai (1:00,91 min) Satomi Suzuki (1:05,52 min) Mizuki Hirai (56,32 s) Rikako Ikee (53,77 s)                    | 3:56,52 min | Q    |
| 6    | 2    | 3    | Schweden           | Hanna Rosvall (1:00,16 min) Sophie Hansson (1:07,24 min) Louise Hansson (56,62 s) Sarah Sjöström (53,31 s)           | 3:57,33 min | Q    |
| 7    | 1    | 6    | Frankreich         | Emma Terebo (59,16 s) Charlotte Bonnet (1:07,40 min) Marie Wattel (57,19 s) Mary-Ambre Moluh (53,65 s)               | 3:57,40 min | Q    |
| 8    | 1    | 3    | Niederlande        | Maaike de Waard (1:00,19 min) Tes Schouten (1:07,88 min) Tessa Giele (57,01 s) Marrit Steenbergen (52,40 s)          | 3:57,48 min | Q    |
| 9    | 1    | 7    | Deutschland        | Laura Riedemann (1:01,05 min) Anna Elendt (1:05,92 min) Angelina Köhler (56,74 s) Nina Holt (54,41 s)                | 3:58,12 min |      |
| 10   | 2    | 2    | Großbritannien     | Kathleen Dawson (1:00,67 min) Angharad Evans (1:05,40 min) Keanna Macinnes (58,72 s) Freya Anderson (53,55 s)        | 3:58,34 min |      |
| 11   | 2    | 1    | Irland             | Danielle Hill (1:00,84 min) Mona McSharry (1:05,38 min) Ellen Walshe (58,01 s) Grace Davison (55,89 s)               | 4:00,12 min | NR   |
| 12   | 1    | 2    | Polen              | Adela Piskorska (1:00,96 min) Dominika Sztandera (1:07,39 min) Paulina Peda (58,66 s) Kornelia Fiedkiewicz (53,93 s) | 4:00,94 min |      |
| 13   | 1    | 1    | Hongkong           | Stephanie Au (1:01,49 min) Siobhan Bernadette Haughey (1:07,01 min) Natalie Kan (59,76 s) Tam Hoi Lam (55,30 s)      | 4:03,56 min |      |
| 14   | 2    | 8    | Singapur           | Levenia Sim (1:02,30 min) Letitia Sim (1:06,76 min) Quah Jing Wen (59,94 s) Gan Ching Hwee (56,58 s)                 | 4:05,58 min |      |
|      | 1    | 8    | Dänemark           | Schastine Tabor Thea Blomsterberg Martine Damborg Elisabeth Sabroe Ebbesen                                           | DSQ         |      |
|      | 2    | 7    | Italien            | Margherita Panziera Benedetta Pilato Viola Scotto di Carlo Sofia Morini                                              | DSQ         |      |

### Finale
| Rang | Bahn | Nation             | Athleten                                                                                                   | Zeit        | Anm. |
| ---- | ---- | ------------------ | --- | ----------- | ---- |
| 1    | 6    | Vereinigte Staaten | Regan Smith (57,28 s) Lilly King (1:04,90 min) Gretchen Walsh (55,03 s) Torri Huske (52,42 s)              | 3:49,63 min | WR   |
| 2    | 4    | Australien         | Kaylee McKeown (57,72 s) Jenna Strauch (1:07,31 min) Emma McKeon (56,25 s) Mollie O’Callaghan (51,83 s)    | 3:53,11 min |      |
| 3    | 3    | China              | Wan Letian (59,81 s) Tang Qianting (1:05,79 min) Zhang Yufei (55,52 s) Yang Junxuan (52,11 s)              | 3:53,23 min |      |
| 4    | 5    | Kanada             | Kylie Masse (58,29 s) Sophie Angus (1:06,54 min) Margaret Mac Neil (55,79 s) Summer McIntosh (53,29 s)     | 3:53,91 min |      |
| 5    | 2    | Japan              | Rio Shirai (1:01,24 min) Satomi Suzuki (1:05,08 min) Mizuki Hirai (56,27 s) Rikako Ikee (53,58 s)          | 3:56,17 min |      |
| 6    | 1    | Frankreich         | Emma Terebo (59,00 s) Charlotte Bonnet (1:06,85 min) Marie Wattel (57,29 s) Beryl Gastaldello (53,15 s)    | 3:56,29 min | NR   |
| 7    | 7    | Schweden           | Hanna Rosvall (1:00,38 min) Sophie Hansson (1:06,24 min) Louise Hansson (56,95 s) Sarah Sjöström (53,35 s) | 3:56,92 min |      |
| 8    | 8    | Niederlande        | Maaike de Waard (59,91 s) Tes Schouten (1:08,55 min) Tessa Giele (57,51 s) Marrit Steenbergen (53,55 s)    | 3:59,52 min |      |